# Yeongsun-myeon
Yeongsun-myeon (koreanska: 영순면) är en socken i kommunen Mungyeong i provinsen Norra Gyeongsang i den centrala delen av
Sydkorea, 160 km sydost om huvudstaden Seoul.